# Jill Roord
Jill Roord, RON (1997. április 22. –) Európa-bajnok és világbajnoki ezüstérmes holland női válogatott labdarúgó. A német bajnokságban érdekelt VfL Wolfsburg játékosa.

## Pályafutása

### Klubcsapatokban

#### Twente
2008-ban a kezdte karrierjét az enschedei együttesnél és 16 évesen már bemutatkozhatott a Belga-Holland bajnokságban.

#### Bayern München
A bajor klubbal 2017. április 25-én egyezett meg és írt alá egy kétéves szerződést.

#### Arsenal
Müncheni szerződése lejártával fogadta el az Arsenal ajánlatát.
Első mérkőzésén a Tottenham Hotspur elleni barátságos találkozón mesterhármassal debütált.

#### VfL Wolfsburg
2020. május 10-én hároméves szerződést írt alá a VfL Wolfsburg csapatához.

## Sikerei

### Klubcsapatokban
Belga-Holland bajnok (2):
- FC Twente (2): 2012–13, 2013–14

 Holland bajnok (4):
- FC Twente (4): 2012–13*, 2013–14*, 2014–15*,[6] 2015–16

 Holland kupagyőztes (1):
- FC Twente (1): 2014–15

### A válogatottban
Hollandia
- Európa-bajnok: 2017
- Világbajnoki ezüstérmes: 2019
- U19-es női Európa-bajnok: 2014
- Algarve-kupa győztes: 2018

### Egyéni
Holland gólkirálynő (1): 2015–16 – (20 gól)

## Magánélete
Édesapja René Roord részt vett a holland válogatottal az 1983-as ifjúsági labdarúgó-világbajnokságon. Édesanyja kosárlabdázott a nemzeti utánpótlás csapatban.